# Vanesca Nortan
Vanesca Nortan, née le 17 novembre 1981 à Zaandam, est une karatéka néerlandaise connue pour avoir remporté le titre de vice-championne du monde en kumite individuel féminin plus de 60 kilos aux championnats du monde de karaté 2004 et celui de championne d'Europe en kumite individuel féminin open aux championnats d'Europe de karaté 2005.

## Résultats
| Résultat | Date          | Épreuve                   | Catégorie | Compétition                                  | Ville hôte                             |
| -------- | ------------- | ------------------------- | --------- | -------------------------------------------- | -------------------------------------- |
| [ 1 ]    | Février 2001  | Kumite individuel + 60 kg | Juniors   | Championnats d'Europe juniors et cadets 2001 | Nicosie, à Chypre                      |
| [ 2 ]    | Octobre 2001  | Kumite individuel + 60 kg | Juniors   | Championnats du monde juniors et cadets 2001 | Athènes, en Grèce                      |
| [ 3 ]    | Février 2002  | Kumite individuel + 60 kg | Juniors   | Championnats d'Europe juniors et cadets 2002 | Coblence, en Allemagne                 |
| [ 4 ]    | Novembre 2004 | Kumite individuel + 60 kg | Seniors   | Championnats du monde 2004                   | Monterrey, au Mexique                  |
| [ 4 ]    | Novembre 2004 | Kumite individuel open    | Seniors   | Championnats du monde 2004                   | Monterrey, au Mexique                  |
| [ 5 ]    | Mai 2005      | Kumite individuel open    | Seniors   | Championnats d'Europe 2005                   | San Cristóbal de La Laguna, en Espagne |